# Дубыгалинское
Дубыгали́нское (также Окуньки, Митрофаны) — озеро в Уланском районе Восточно-Казахстанской области Республики Казахстан. Расположено у подножья северных склонов горы Дубыгалы. Озеро является бессточным, имея в качестве притока одну небольшую речку.
Вода озера слабосолоноватая, мягкая и слабощелочная, пригодна для хозяйственных нужд. Дно Дубыгалинского озера каменное, в некоторых местах заиленное. Берега в основном невысокие, сложенные серым песчаником с примесью суглинка, но есть и каменные с обрывами до 10 м.
В озере водятся линь, окунь, карась, что делает озеро отличным местом для отдыха и рыбалки, гнездится водоплавающая птица, водится ондатра.
В последнее время в связи с массовым наплывом неорганизованных туристов озеро Дубыгалинское несёт сверхнормативную рекреационную нагрузку, уже приведшую к деградации окружающего ландшафта. В 2005 году акиматом ВКО было принято постановление о переводе побережья озера в категорию особо охраняемых природных территорий.